# 煬帝粗面介
煬帝粗面介（学名：Traehyleberis yangtii）为粗面介科粗面介屬下的一个种。